# 徐绍史
徐绍史（1951年10月—），男，汉族，浙江宁波人，中华人民共和国政治人物。原长春地质学院水工系毕业，南开大学经济学硕士。中共第十七届、第十八届中央委员。早年在地质矿产部，跟随温家宝工作；后曾担任国务院副秘书长、国土资源部部长及国家发展和改革委员会主任。现任全国人民代表大会财政经济委员会主任委员、中国地质学会理事长。

## 生平

### 早年经历
1969年4月，未满18岁的徐绍史响应中共中央号召，到吉林汪清县插队劳动，成为一名“知识青年”；曾先后在县食品厂、罗子沟公社、县工业局工作。1974年12月加入中国共产党。1977年获推荐，成为“工农兵学员”进入原长春地质学院（现吉林大学）水工系水文地质学及工程地质专业学习。

### 仕途
1980年毕业后，被分配到地质矿产部工作；曾担任部领导秘书，后官至地矿部办公厅主任，在温家宝的直接领导下工作。1991年12月至1993年10月，在广东省地矿局挂职锻炼，任省地矿局副局长兼深圳市地质局局长。
1993年10月，任国务院办公厅秘书一局副局长；后升任局长。2000年12月，任国务院副秘书长、国务院机关党组成员。
2007年4月，任国土资源部部长兼国家土地总督察。
2013年3月，任国家发展和改革委员会主任。2016年9月，兼任推进“一带一路”建设工作领导小组办公室主任。2017年2月24日，不再担任国家发改委主任。2018年2月24日，当选为第十三届全国人大代表。2018年3月13日，当选为全国人民代表大会财政经济委员会主任。